# ژایه
ژایه (به هلندی: Zeijen) یک منطقهٔ مسکونی در هلند است که در تینارلو واقع شده‌است. ژایه ۶۸۰ نفر جمعیت دارد.